# Olympus C-350 Zoom
La Olympus C-350 Zoom è una fotocamera digitale compatta da 3.2 megapixel prodotta nel 2003.
La fotocamera utilizza un sensore CCD da 3,2 megapixel (2048x1536 pixel). Ha un zoom ottico da 3x, ma è possibile ingrandire fino a 10x con lo zoom digitale. Come supporto di memorizzazione utilizza le xD-Picture Card con capacità da 16 a 256 MB. Come fonte di alimentazione utilizza 2 batterie AA. La fotocamera è anche in grado di registrare video in risoluzione 160x120 e 320x240 a 15 fps in QuickTime Formato MOV ma senza audio E DI SOLI 15 SECONDI.
L'olympus C-350 Zomm pesa 200g e le sue dimensioni sono L 108 mm x H 57,5 mm x P 40 mm. Ha un display TFT da 1,8 pollici.